# Johann Rudel
Johann Rudel, auch Rüdel (* in Frankfurt am Main; † 17. Januar 1563 in Lübeck) war ein deutscher Rechtswissenschaftler und Syndicus der Hansestadt Lübeck.

## Leben
Johann Rudel war ältester Sohn von vier Kindern des Frankfurter Frühdruckers und Buchbinders Wilhelm Rudel. Rudel studierte ab dem Wintersemester 1519/1520 Rechtswissenschaften an der Universität Leipzig und bezog am 11. November 1522 die Universität Heidelberg. Er promovierte zum Doktor der Rechte. Er besorgte 1527 bei dem Kölner Großdrucker Peter Quentel die Ausgabe einer Biblia Sacra mit 25 Holzschnitten des Wormser Holzschneiders Anton Woensam, die er dem Rat der Stadt Frankfurt widmete. Die Vulgata-Ausgabe beruhte auf derjenigen von Andreas Osiander und enthielt auch das 3. Buch der Makkabäer. Diese erste „Frankfurter“ Bibelausgabe, die deutlich reformatorische Züge trägt, wurde von den Erzbischöfen von Köln unterdrückt und ist daher heute relativ selten. Sie und Rudels Anteil daran gerieten in Vergessenheit, so dass Johann Moller es in seiner Lebensbeschreibung Rudels mit keinem Wort erwähnt, und diese Bibel erst von Johann Ludolf Bünemann wieder bekannt gemacht wurde. Johann Melchior Goeze nannte sie ein höchstschätzbares Kleinod seiner Bibelsammlung.
Seit Mitte 1532 lehrte Rudel als Professor die Rechtswissenschaften an der Universität Marburg und wurde 1534/1535 deren Rektor. 1536 trat er in polnische Dienste und Anfang 1539 wurde er Syndicus der Hansestadt Lübeck. 1548 und 1549 vertrat er die Stadt beim Reichstag in Augsburg. Am 29. Juni 1561 wurde er als Mitglied der Lübecker Gesandtschaft zu den Krönungsfeierlichkeiten von König Erik XIV. von Schweden in Uppsala zum Ritter geschlagen. Möglicherweise erfolgte im Wintersemester 1562/63 seine Ehrenimmatrikulation an der Universität Rostock. Er wurde in der Lübecker Marienkirche bestattet. Sein Nachfolger als erster Syndicus von Lübeck wurde Hermann von Vechtelde, der bereits seit 1559 als zweiter Syndicus in Lübecker Diensten war.
Rudels Tochter Justine heiratete den Rostocker Professor Laurentius Kirchhoff.

## Werke
- (Hrsg.) Biblia Sacra Vtrivsqve Testamenti: iuxta Hebraicam Et Graecam veritatem, vetustissimorumq[ue] ac emendatissimorum codicum fidem diligentissime recognita … Adest index rerum Biblicarum, una cum Hebraicarum vocum dictionario. Haec omnia nova. Quibus tertius Machabaeorum liber … iam recens accessit. Quentel, Coloniae 1527. B 2589 im VD 16., urn:nbn:de:gbv:3:1-110068 (Digitalisat der Universitäts- und Landesbibliothek Sachsen-Anhalt; ex Sammlung Hans-Hasso von Veltheim Ostrau)